# Diana Burnwood
Diana Burnwood é um personagem fictício e secundário da série de jogos eletrônicos Hitman desenvolvido pela IO Interactive. Diana é o contato que o protagonista, agente 47, tem dentro da Agência Internacional de Contratos (ICA); Ela fornece alvos e informações sobre as missões que o protagonista está.

## História
Quando tinha 12 anos, Diana perdeu seu irmão mais novo, James, por envenenamento químico. A empresa responsável pelo vazamento fatal escapou impune, mas os pais de Diana nunca pararam de buscar justiça pela morte de seu filho. Quando finalmente encontraram um possível denunciante disposto a testemunhar, a empresa ordenou que os Burnwood fossem mortos em um carro-bomba. Diana testemunhou tudo.
Decepcionada com o sistema convencional de justiça, Diana acabou alistando-se na ICA para um programa de tratamento, lá ela conheceu um jovem amnésico de 47 anos. Diana sempre esforça-se para honrar e defender o princípio de seu pai: "Ninguém é intocável" e ela tem como alvo apenas grandes corporações e alvos poderosos.

### Relação com 47
Diana Burnwood é a responsável pelo Agente 47 e sua conexão humana mais próxima.Ela era apenas uma voz nos 4 primeiros jogos, e é o primeiro alvo do 5º jogo Hitman: Absolution. No início do jogo, 47 pela primeira vez mostra-se pensativo antes de realizar uma missão, já que Diana foi o mais próximo que ele teve de uma família. Ele chega até ela e a acerta com um tiro não letal poupando a sua vida. No reboot de 2016, mostra 47 iniciando sua "carreira" como assassino na ICA. Diana é quem apresenta 47 a agência e mesmo com todos os empecilhos colocados por seu chefe, Diana decide manter 47 na agência. Em Hitman 2016, Diana é dublada por Jane Perry.